# Championnats du monde de patinage artistique 1938
Navigation
Mondiaux 1937 Mondiaux 1939
Les championnats du monde de patinage artistique 1938 ont lieu les 4 et 5 février 1938 à Stockholm en Suède pour les Dames, et du 18 au 19 février 1938 à Berlin en Allemagne pour les Messieurs et les Couples.

## Qualifications
Les patineurs sont éligibles à l'épreuve s'ils représentent une nation membre de l'Union internationale de patinage (International Skating Union en anglais). Les fédérations nationales sélectionnent leurs patineurs en fonction de leurs propres critères. 

## Podiums
| Épreuves                      | Or                        | Argent                    | Bronze                    |
| ----------------------------- | ------------------------- | ------------------------- | ------------------------- |
| Messieurs résultats détaillés | Felix Kaspar              | Graham Sharp              | Herbert Alward            |
| Dames résultats détaillés     | Megan Taylor              | Cecilia Colledge          | Hedy Stenuf               |
| Couples résultats détaillés   | Maxi Herber / Ernst Baier | Ilse Pausin / Erik Pausin | Inge Koch / Günther Noack |

## Tableau des médailles
| Rang  | Nation      | Or | Argent | Bronze | Total |
| ----- | ----------- | -- | ------ | ------ | ----- |
| 1     | Royaume-Uni | 1  | 2      | 0      | 3     |
| 2     | Autriche    | 1  | 1      | 1      | 3     |
| 3     | Allemagne   | 1  | 0      | 1      | 2     |
| 4     | États-Unis  | 0  | 0      | 1      | 1     |
| Total | Total       | 3  | 3      | 3      | 9     |

## Détails des compétitions

### Messieurs
| Rang | Nom                  | Nation      | Places | Points | Fig. impo. | Prog. libre |
| ---- | -------------------- | ----------- | ------ | ------ | ---------- | ----------- |
| 1    | Felix Kaspar         | Autriche    | 9      | 394.3  | 2          | 1           |
| 2    | Graham Sharp         | Royaume-Uni | 12     | 391.2  | 1          | 2           |
| 3    | Herbert Alward       | Autriche    | 32     | 363.6  | 3          |             |
| 4    | Horst Faber          | Allemagne   | 33     | 368.1  | 4          |             |
| 5    | Freddie Tomlins      | Royaume-Uni | 35     | 366.4  | 7          |             |
| 6    | Robert Van Zeebroeck | Belgique    | 37     | 366.0  | 9          |             |
| 7    | Edi Rada             | Autriche    | 47     | 359.3  | 6          |             |
| 8    | Günther Lorenz       | Allemagne   | 47     | 357.7  | 8          |             |
| 9    | Elemér Terták        | Hongrie     | 65     |        | 5          |             |
| 10   | Per Cock-Clausen     | Danemark    | 68     |        | 10         |             |

### Dames
| Rang    | Nom                    | Nation      | Places | Points | Fig. impo. | Prog. libre |
| ------- | ---------------------- | ----------- | ------ | ------ | ---------- | ----------- |
| 1       | Megan Taylor           | Royaume-Uni | 7      |        |            |             |
| 2       | Cecilia Colledge       | Royaume-Uni | 8      |        |            |             |
| 3       | Hedy Stenuf            | États-Unis  | 21     |        |            |             |
| 4       | Gladys Jagger          | Royaume-Uni | 22     |        |            |             |
| 5       | Lydia Veicht           | Allemagne   | 23     |        |            |             |
| 6       | Hanne Niernberger      | Autriche    | 29     |        |            |             |
| 7       | Daphne Walker          | Royaume-Uni | 30     |        |            |             |
| 8       | Gerd Helland-Bjørnstad | Norvège     | 43     |        |            |             |
| 9       | Gunnel Ericson         | Suède       | 44     |        |            |             |
| 10      | Britta Rahlen          | Suède       | 50     |        |            |             |
| 11      | Anne-Marie Saether     | Norvège     | 53     |        |            |             |
| Abandon | Emmy Putzinger         | Autriche    |        |        |            |             |

### Couples
| Rang | Nom                                        | Nation          | Places | Points |
| ---- | ------------------------------------------ | --------------- | ------ | ------ |
| 1    | Maxi Herber / Ernst Baier                  | Allemagne       | 12     |        |
| 2    | Ilse Pausin / Erik Pausin                  | Autriche        | 16     |        |
| 3    | Inge Koch / Günther Noack                  | Allemagne       | 30     |        |
| 4    | Violet Cliff / Leslie Cliff                | Royaume-Uni     | 37     |        |
| 5    | Piroska Szekrényessy / Attila Szekrényessy | Hongrie         | 44     |        |
| 6    | Pierette Dubois / Paul Dubois              | Suisse          | 67     |        |
| 7    | Liesel Roth / Bruno Walter                 | Allemagne       | 72.5   |        |
| 8    | Gisa Graetz / Otto Weiß                    | Allemagne       | 79     |        |
| 9    | Hildegard Faulhaber / Karl Eigel           | Autriche        | 79.5   |        |
| 10   | Anna Cattaneo / Ercole Cattaneo            | Italie          | 82.5   |        |
| 11   | Liese Kianek / Adolf Rosdol                | Autriche        | 88     |        |
| 12   | Stephanie Kalusz / Erwin Kalusz            | Pologne         | 94.5   |        |
| 13   | A. Wächter / Fritz Lesk                    | Tchécoslovaquie | 117    |        |